# Alexander Runciman
Alexander Runciman (Edimburgo, 15 agosto 1736 – Edimburgo, 4 ottobre 1785) è stato un pittore scozzese di soggetti storici e mitologici.
Era il fratello maggiore di John Runciman, anche lui pittore.

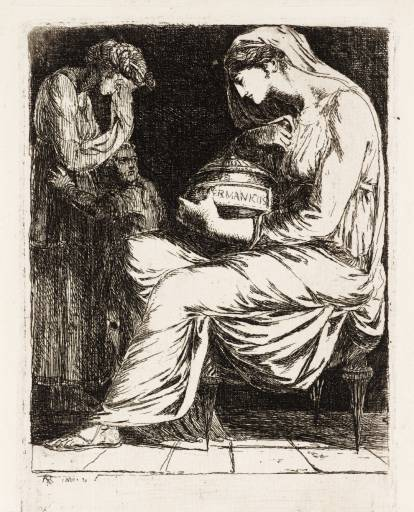
Agrippina con le ceneri di Germanico, circa 1773, Tate Gallery.

## Biografia
Nacque a Edimburgo e studiò alla Foulis's Academy di Glasgow. Dal 1750 al 1762 fu apprendista presso Robert Norie e poi lavorò acal teatro di Edimburgo.
Nel 1767 si trasferì a Roma, dove rimase per cinque anni. Fu accompagnato in questo viaggio dal fratello, che però morì a Napoli nell'inverno del 1768–69. In Italia entrò in contatto con artisti come Henry Fuseli e Johan Tobias Sergel. Dopo una fase in cui realizzò panorami, tornò poi ai soggetti storici e mitologici, come l'opera Nausicaa che gioca con le sue vergini.
Per breve tempo stette a Londra, dove espose dei suoi quadri alla Royal Academy. Si stabilì poi a Edimburgo e fu nominato maestro della Trustees' Academy. Ebbe come patrono Sir James Clerk, per il quale decorò la sala della Penicuik House a Penicuik con soggetti ossianici. Realizzò anche dipinti religiosi e una pala d'altare nella Cowgate Episcopal Church a Edimburgo e opere a soggetto storico e mitologico, come Agrippina con le ceneri di Germanico.
Gode di grande reputazione come autore di paesaggi. Alcune delle sue opere con la loro spontaneità, vigori, dello stile e del colore e per la loro composizione non ortodossa fanno di lui uno dei primi esponenti dell'arte moderna. Suo discepolo fu Keith Ralph.
Morì a Edimburgo e venne sepolto nella Canongate Churchyard.